# Hanalei
Hanalei es un lugar designado por el censo ubicado en el condado de Kauai en el estado estadounidense de Hawái. En el año 2000 tenía una población de 478 habitantes y una densidad poblacional de 284.4 personas por km².

## Geografía
Hanalei se encuentra ubicado en las coordenadas 22°12′24″N 159°30′3″O / 22.20667, -159.50083. Según la Oficina del Censo, la localidad tiene un área total de 2,1 km² (0,8 mi²), de la cual 1,7 km² (0,7 mi²) es tierra y 0,4 km² (0,2 mi²) (20,73%) es agua.

## Demografía
Según la Oficina del Censo en 2000 los ingresos medios por hogar en la localidad eran de $34.375, y los ingresos medios por familia eran $55.750. Los hombres tenían unos ingresos medios de $31.500 frente a los $28.500 para las mujeres. La renta per cápita para la localidad era de $21.241. Alrededor del 21.9% de las familias y del 25.3% de la población estaban por debajo del umbral de pobreza.